# Castle of Glass
«Castle of Glass» — (в пер. з англ. «Замок зі скла») пісня американської рок-групи Linkin Park, що увійшла до їх п'ятого студійного альбому Living Things. Пісня спродюсована вокалістом Майком Шинодою та Ріком Рубіном.

## Відеокліп
Відеокліп до пісні "Castle of Glass" був відзнятий 1 серпня 2012 і містить кадри з шутер відео гри Medal of Honor: Warfighter. Відео було опубліковано на YouTube каналі гурту (linkinparktv) 10 жовтня 2012. В сюжеті кліпу показано, як маленьких хлопчик отримує звістку про смерть свого батька, якого вбили в бою. Він його мати оплакують смерть. Поруч з ними знаходяться товариші загиблого морського піхотинця із команди морських котиків і їх родини. Гурт грає у вирії шматочків битого скла довкола. Під кінець відео хлопець обирає батькову професію, і слід за ним (цю роль грає ветеран морської піхоти Скот Леві) стає морським піхотинцем SEAL. В кінці відео ми бачимо, як чоловік говорить маленькій дівчинці таку саму сумну звістку про члена її родини, вона теж плаче. Відповідно до образів серії ігор Medal of Honor, "Скляний замок" символізує емоційну реальність між солдатами і їх родинами, поза полем бою.
відео закінчується цитатою Вінстона Черчилля, написаною великими буквами:

Всі самі великі речі є простими,
і їх можна описати простими словами: 
свобода, справедливість, честь, обов'язок, милосердя, надія.
Також цей кліп присвячений фільму Посланець, що є улюбленим фільмом співака гурту Честера Беннінгтона.
Частина кліпу, в якій грає гурт була повністю відзнята перед зеленим екраном, а роботу над цим кліпом провели компанії Mothership і Digital Domain. Результат було створено повністю за допомогою комп'ютерної графіки. 

## Список композицій
| CD single | CD single                            | CD single  |
| #         | Назва                                | Тривалість |
| --------- | ------------------------------------ | ---------- |
| 1.        | «Castle of Glass»                    | 3:25       |
| 2.        | «Lost in the Echo» (KillSonik Remix) | 5:09       |

| DE iTunes EP | DE iTunes EP                                 | DE iTunes EP |
| #            | Назва                                        | Тривалість   |
| ------------ | -------------------------------------------- | ------------ |
| 1.           | «Castle of Glass»                            | 3:25         |
| 2.           | «Lost in the Echo» (KillSonik Remix)         | 5:09         |
| 3.           | «Burn It Down» (Live Rock Im Park 2012)      | 4:00         |
| 4.           | «Lies Greed Misery» (Live Rock Im Park 2012) | 2:30         |